# Belk (Alabama)
Belk város az USA Alabama államában, Fayette megyében. Lakosainak száma 186 fő (2020. április 1.).

## Népesség
A település népességének változása:
| Lakosok száma | 205  | 215  | 186  |
|               | 2007 | 2010 | 2020 |